# Ork
Ork je predstavnik rase izmišljenih bitij, ki je podobna ljudem in je ponekod prikazana kot zlobna, ponekod pa kot rasa polna ponosa. Njihova koža je najpogosteje zelena, lahko pa je tudi siva ali črna. Orki se največkrat upodobljajo v fantaziji. Orki so izjemni bojevniki, v nekaterih delih pa uporabljajo tudi magijo.
Prvi, ki je upodobil podobo orka v svojih delih je bil J. R. R. Tolkien.